# Gornji Andrijevci
Gornji Andrijevci is een plaats in de gemeente Sibinj in de Kroatische provincie Brod-Posavina. De plaats telt 521 inwoners (2001).